# محمدامین رضازاده
محمد امین رضازاده ،حقوقدان، سیاستمدار اصلاح طلب، استادیار،  عضو هیئت علمی و فارغ التحصیل دکتری حقوق خصوصی از دانشگاه تهران و اهل شهرستان نقده استان آذربایجان غربی می باشد. رضازاده همچنین داور اتاق بازرگانی صنایع و معادن و کشاورزی ایران و مدیرکل بازرسی نهادهای اقتصادی و مالی نهاد ریاست جمهوری می باشد. وی پیشتر مدیرکل دفتر سیاسی وزارت کشور ایران، مدیرکل بازرسی و نظارت مجموعه وزارت بازرگانی، مدیرکل بازرسی از نهادهای اقتصادی و مالی بازرسی ویژه رئیس جمهور بوده است. در سوابق رضازاده فرمانداری شهرستان‌های خوی و ماکو در دولت اصلاحات را نیز می توان دید.

## آثار و تالیفات
- راهنمای مدیریت روستایی (قوانین و مقررات دهیاری و شوراها)
- حقوق بین الملل در آیینه علم روز
- قوانین و مقررات مزاحم تولید، تجارت و سرمایه گذاری
- پتانسیل ها، قوانین و مقررات سرمایه گذاری در کردستان عراق
- مجموعه قوانین و مقررات جمهوری آذربایجان به زبان ترکی آذری
- مجموعه مقالات علمی همایش «حقوق، قضا و عدالت»
- پتانسیل‌ها و قوانین و مقررات و راهنمای سرمایه‌گذاری در عراق
- موانع حقوقی سرمایه‌گذاری در ایران
- نمونه قراردادهای تجاری انگلیسی
- مجموعه قوانین و مقررات سرمایه‌گذاری خارجیان در ایران
- مجموعه قوانین و مقررات جمهوری آذربایجان به زبان فارسی
- مجموعه قوانین و مقررات سرمایه‌گذاری ایرانیان
- دائرةالمعارف روستاهای آذربایجان غربی ۱۸ جلد[۲][۳]